# Алувијално земљиште
Алувијално земљиште (алувион, лат. alluvius, флувисол) растресито и порозно је тло флувијалног порекла. Процес његовог настанка започиње ерозијом, наставља се преобликовањем течностима, и завршава се таложењем односно стварањем алувијалних седимената. Алувион се најчешће састоји од различитих материјала попут ситних честица муља и глине односно већих честица попут пијеска и шљунка.
У геоморфолошком смислу алувији се појављују у различитим облицима, најчешће као лепеза или раван (нпр. Панонска низија, Месопотамија, Панџаб). Готово сви алувији на Земљи обликовани су током квартара, првенствено холоцена који се често назива алувијем, алувијом или наплавним раздобљем.
Речни нанос назива се још и алувијални. Алувијална земљишта заузимају знатне површине у Србији. Простиру се у долинама река Дунава, Саве, Тисе, Мораве, Дрине и др. У Србији се процењује да их има око 500.000 ха. За морфологију флувисол карактеристична је веома изражена слојевитост. Удео хумуса је претежно мали, од 1-2%, а у песковитим облицима и испод 1%. По механичком саставу, могу бити шљунковити, песковити, иловасти и глиновити. Реакција средине је неутрална до слабо алкална у карбонатним подтиповима, а у слабо кисела ређе неутрална у бескарбонатним подтиповима. По хемијском саставу могу бити карбонатни са 5-12-30% калцијум карбоната, односно бескарбонатни.

## Дефиниција
Термин „нанос“ се обично не користи у ситуацијама када се формирање талога могу приписати другом геолошком процесу који је добро описан.

## Године
Већина, ако не и све, алувион је веома млад (у доба квартара), а често се помиње као покриће, јер ови седименти прикривају подлогу.

## Руде
Намет може да садржи много вредних руда као што су злато и платина и разноврсно камење. Таква концентрација вредних руда се назива Плацер депозит.